# RapidShare
RapidShare（ラピッドシェア）は、2002年からスイスを拠点に運営されていたオンラインストレージ、ファイル配信サービス。2015年3月31日をもって全てのサービスを終了した。

## 概要
ユーザーは1つにつき200メガバイトまでのファイルをアップロードできた。ウェブサイトにおいてアップロード・ダウンロードは有料会員登録しなくても無料で利用可能だが、有料の登録利用者（プレミアムユーザー）と比べ、無料利用者（ノンプレミアムユーザー）は色々な制限が掛けられる。たとえば、ノンプレミアムユーザーはダウンロードした後に次のダウンロードまで一定の時間待たなければならなく、1つのファイルをダウンロード中に別のファイルをダウンロードすることもできなかった。
2006年10月にそれまであった「RapidShare.de」のファイル保存量がピークを迎え、その後リニューアルして「RapidShare.com」が誕生。新たなダウンロード制限や、アップロードするファイルサイズ上限を300メガバイトから100メガバイトに落とすなど、数々の変更が加えられた。

## 閉鎖
RapidShareは開設からその閉鎖まで、MEGAUPLOAD等と並ぶ著作物の不正アップロードの温床として知られていた。2012年にはドイツの団体（GEMA）がrapidshare.deとrapidshare.comの双方を、著作権の侵害を争点として訴えるべきと主張した。しかしRapidShare側は、ユーザーからアップロードされたファイルは関知していないとし、ウェブサイトの運営を続けていた。
FBIによるMEGAUPLOADの摘発後、不正アップロード対策を強化するとともにRapidShareは衰退した。RapidShareはクラウドストレージへの転換で生き残りを図るが、目論見に沿う結果は得られなかった。2013年には従業員の4分の3を解雇し、2014年に無料サービスを終了。2015年3月31日を以って全てのサービスを終了した。